# Ernst Friedrich von Liphart
Ernst Friedrich von Liphart, né le 26 août 1847 à Kambja, kreis de Dorpat, Gouvernement de Livonie, Empire russe et mort le 14 février 1932 à Leningrad, Union Soviétique, est un peintre, expert, collectionneur et conservateur du musée de l'Ermitage.
Après la révolution russe il se fait appeler Ernst Karlovitch Liphart.

## Biographie
Il est le fils du baron Karl Eduard von Liphart, qu'il accompagne dans ses voyages à partir de 1860. En 1862, ils se fixent à Florence en raison de la santé fragile de Ernst. Son père s'intéresse à l'art grâce au financement et au soutien de Marie Nikolaïevna, fille du tsar Nicolas Ier. Ernst étudie la peinture auprès de Franz von Lenbach avant de voyager avec lui en Espagne de 1866 à 1868. Ce voyage a été financé par le mécène de Lenbach, le comte Adolf Friedrich von Schack.
Ernst est déshérité par son père à la suite de sa conversion au catholicisme romain pour épouser Luisa Juan, une Florentine, avant leur installation à Paris. Il étudia auprès de Gustave Boulanger et Jules Joseph Lefebvre à l'académie Julian, tout en illustrant les magazines phares « La vie élégante » et « La vie moderne ».
En 1886, Liphart s'installe à Saint-Pétersbourg, où il devient un artiste à succès, peignant un portrait du tsar Nicolas II et décorant le rideau et le plafond du théâtre du palais Ioussoupov de la Moïka et de plusieurs palais impériaux. Il accepte également des commandes plus inhabituelles, notamment le menu du couronnement du tsar en 1896, puis la peinture de 100 figures sur un piano, racontant l'histoire d'Orphée. Le piano était un cadeau du tsar à l'impératrice Alexandra Feodorovna.
Il enseigne à l'école de dessin de la société impériale d'encouragement des beaux-arts dans les années 1890. Parmi ses étudiants on compte Eugene Lanceray,.
Il est nommé membre de plusieurs sociétés savantes russes et devient conservateur des peintures au musée de l'Ermitage de 1906 à 1929. Liphart a fait en sorte que le musée achète à la famille Benois la « Madonna Benois » qu'il avait correctement attribuée à Léonard de Vinci. Il a également identifié le tableau « Les Apôtres Pierre et Paul » comme étant du Greco.
En 1921, il fut expulsé de son domicile et sa fille exécutée pour avoir hébergé un officier de l'Armée blanche. Avant sa mort, Liphart a écrit un roman et une pièce de théâtre.

## Quelques œuvres

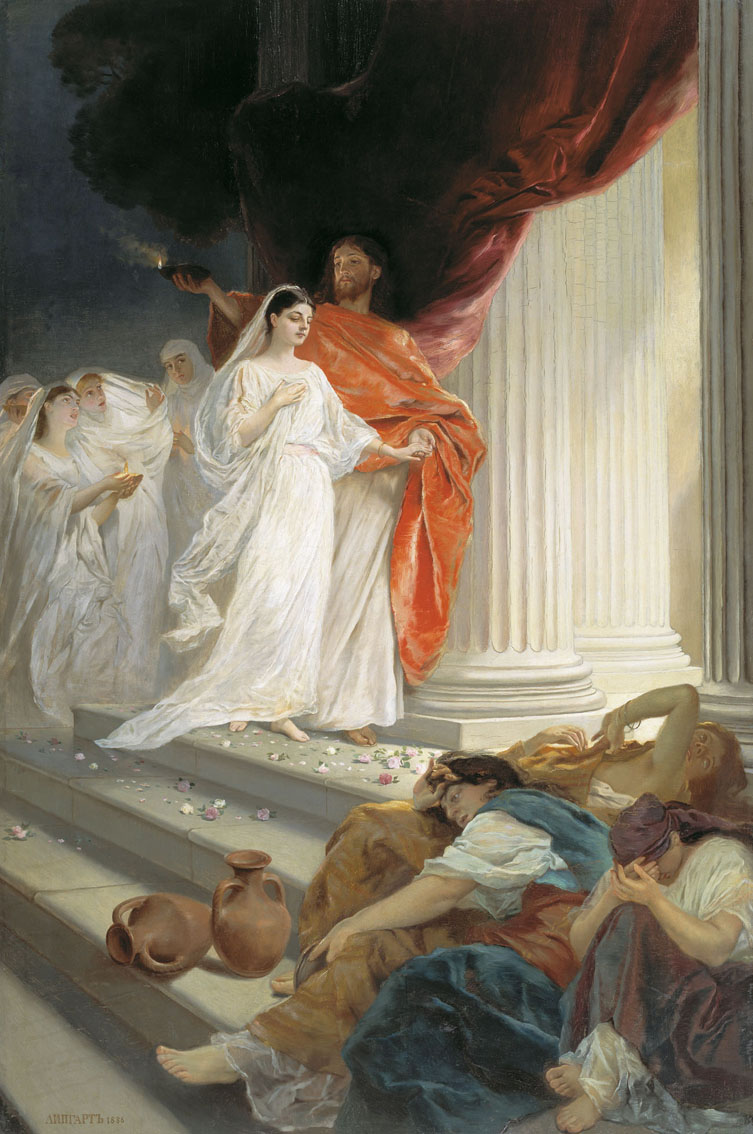
La parabole des dix vierges
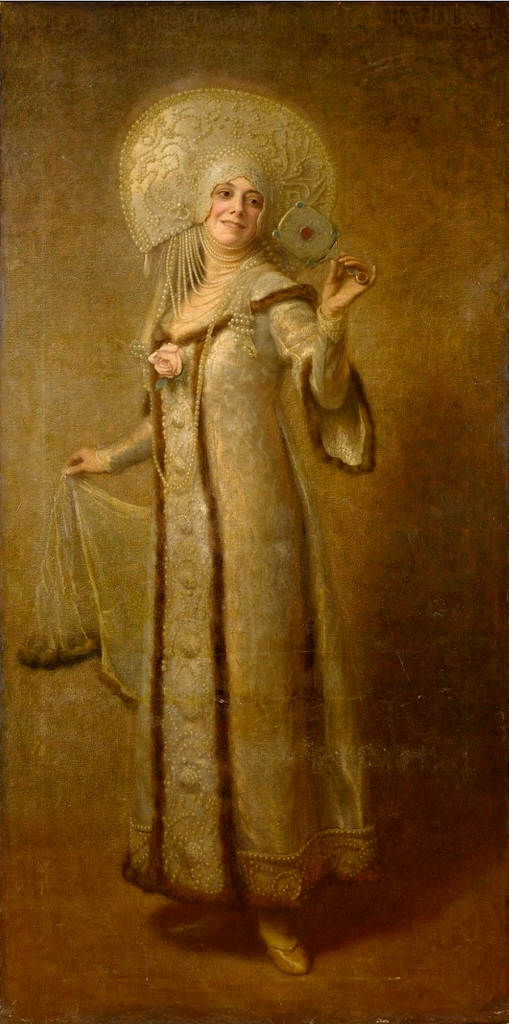
Florence Theleur, Lady Alexander
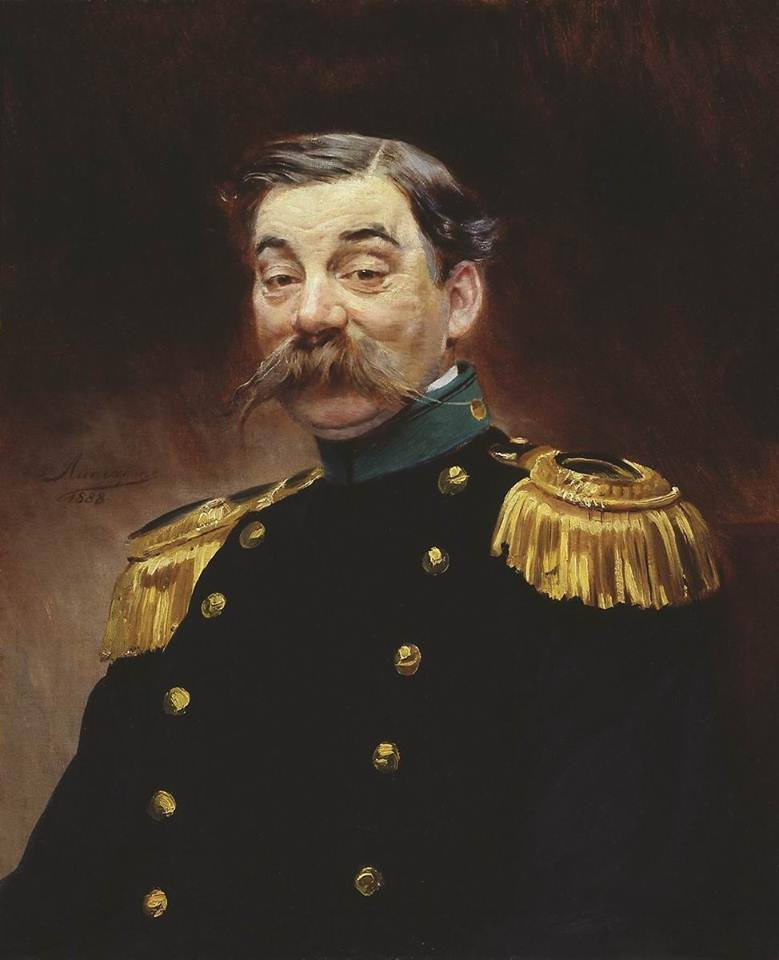
Colonel Alexander Bippen, 1888, musée des Beaux-Arts de Nijni Novgorod
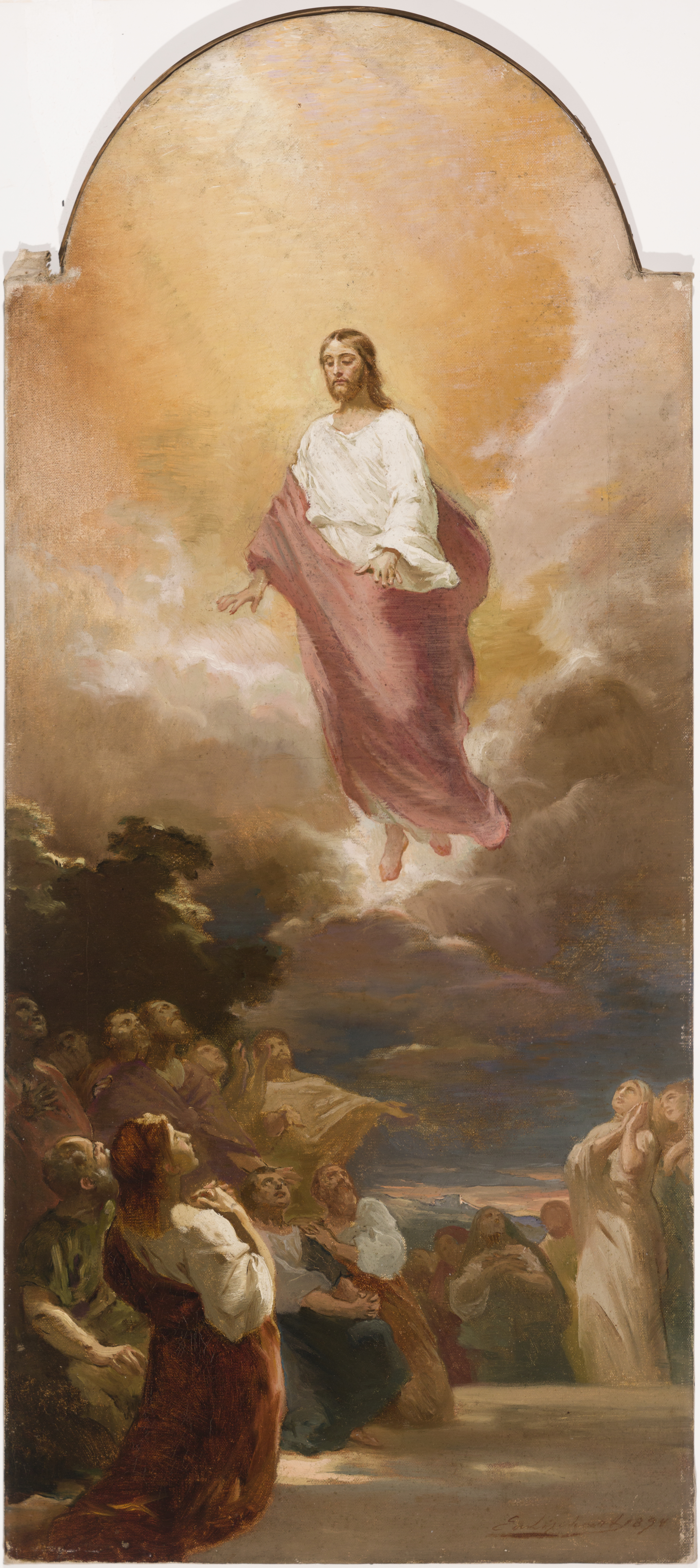
Apothéose du Christ
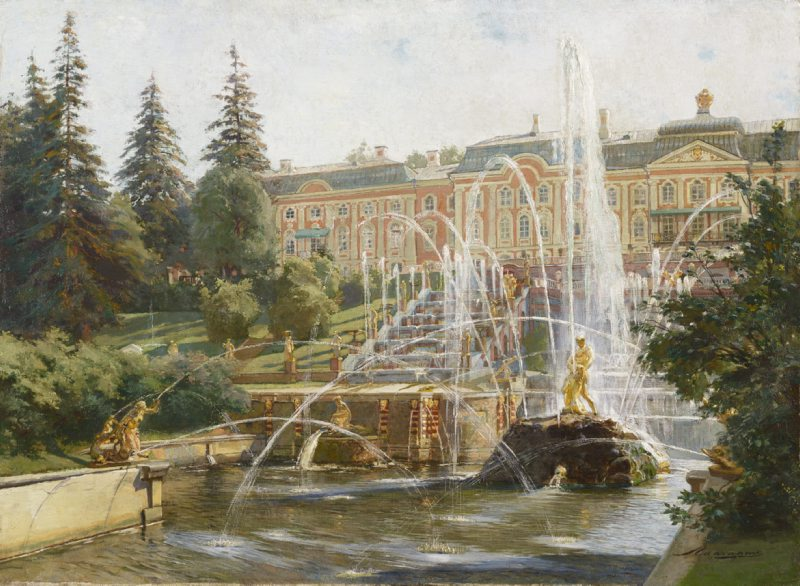
Palais de Peterhof
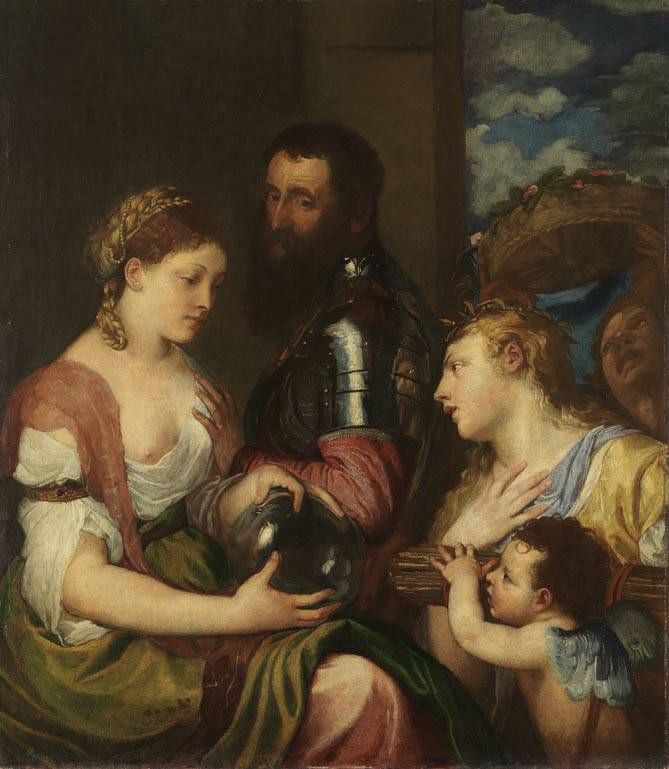
Allegorie de  Alfonso de Ávalos
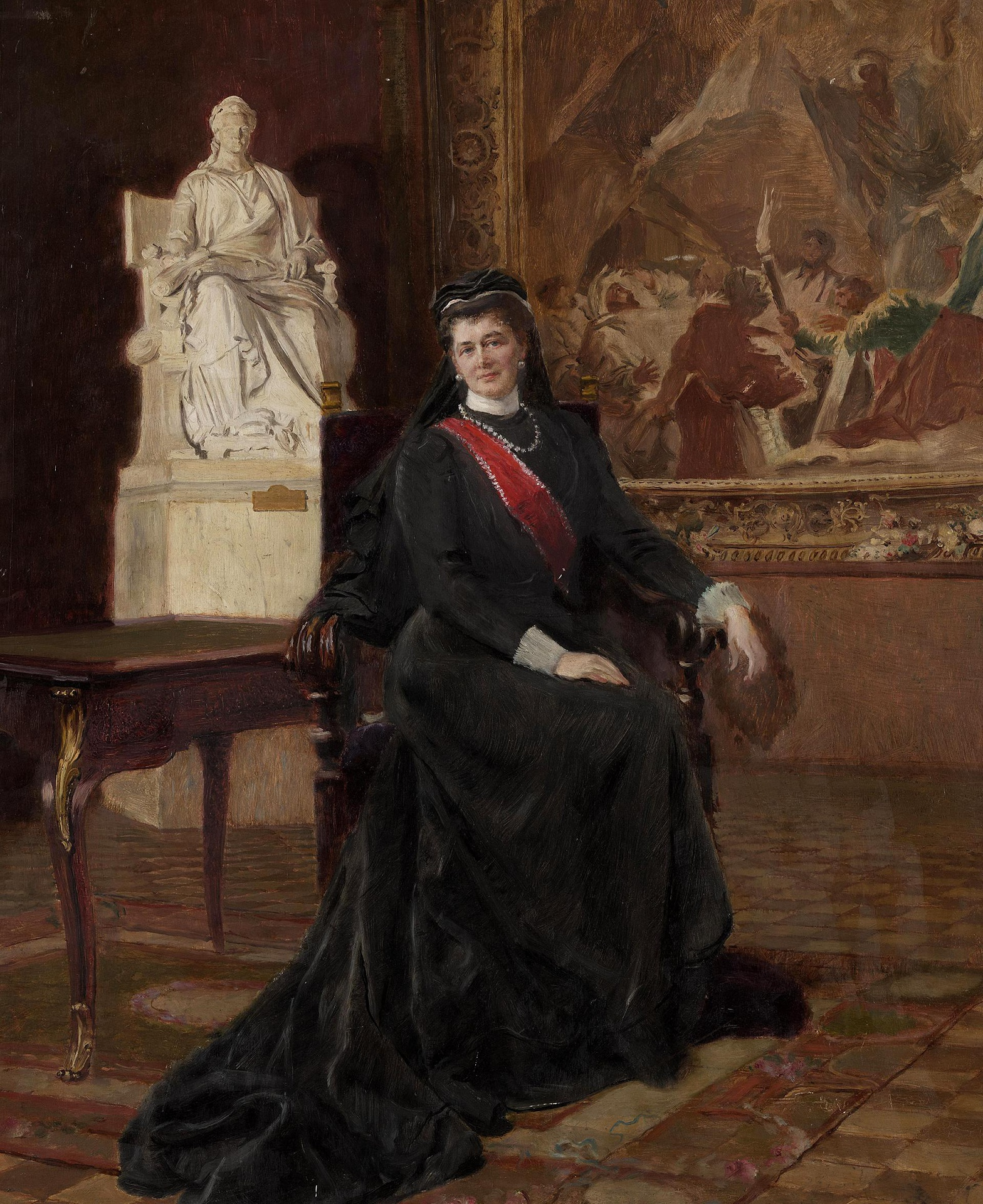
Grande Duchesse Marie Pavlovna de Russie
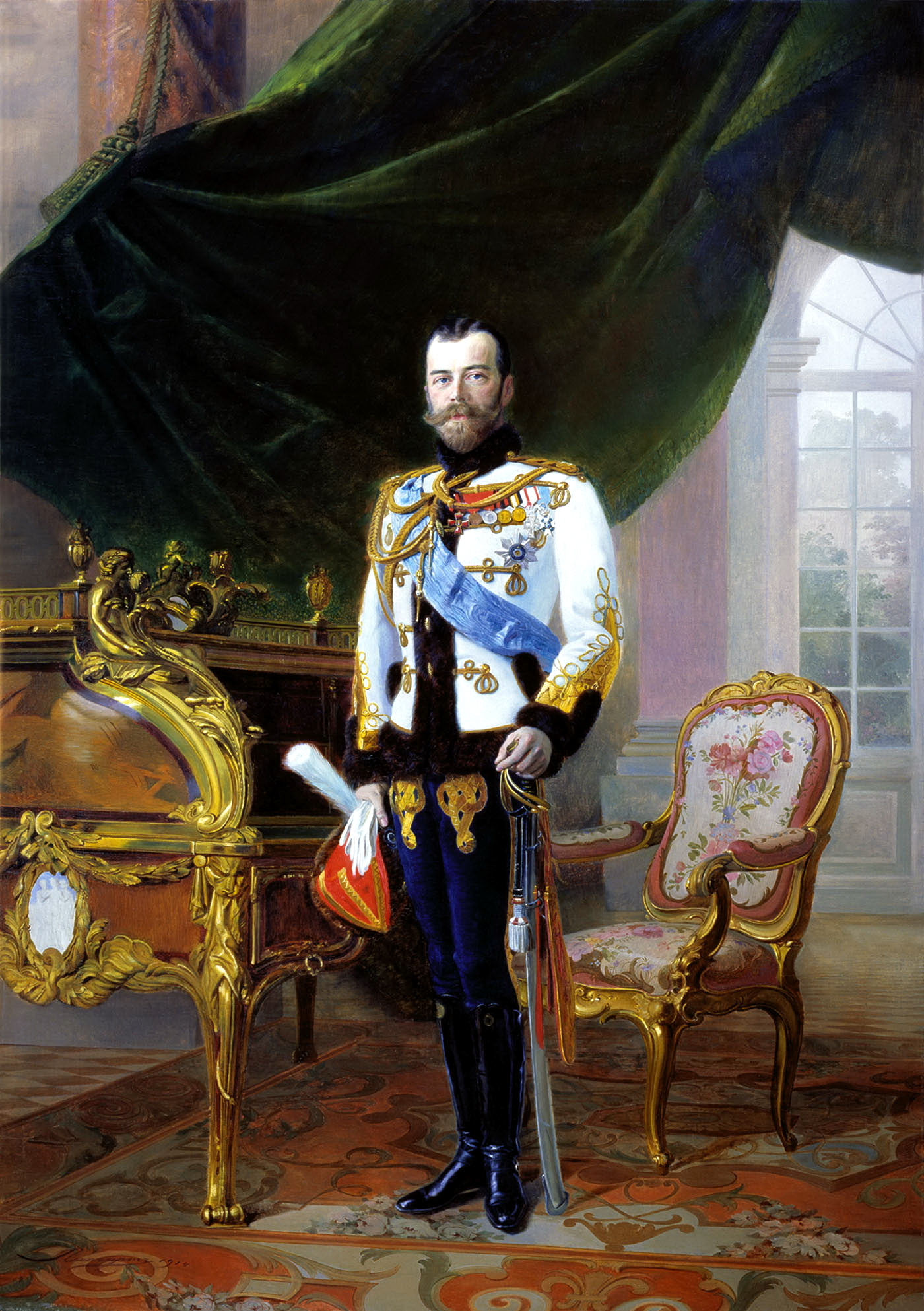
Le tsar Nicolas II